# Christian Berger (Musikwissenschaftler)
Christian Karl Berger (* 13. Dezember 1951 in Freiburg im Breisgau) ist ein deutscher Musikwissenschaftler und emeritierter ordentlicher Professor an der Universität Freiburg.

## Leben
Christian Berger wurde als viertes Kind des Geologen Fritz Berger (1903–1983) und dessen Frau Elisabeth Karoline, geb. Hegar (1907–1987), einer Musikwissenschaftlerin, in Freiburg geboren. Nach dem Abitur am Einhard-Gymnasium in Aachen 1970 immatrikulierte sich Berger zunächst an der Technischen Hochschule Aachen im Fach Chemie. Seit 1971 studierte er Schulmusik mit Hauptfach Violine bei Ulrich Grehling an der Musikhochschule Freiburg sowie Musikwissenschaft, Geschichte und Mathematik an der Universität Freiburg und schloss 1975 mit dem Ersten Staatsexamen ab. 1975 setzte er sein Studium der Geschichte und Mathematik in Hamburg, Berlin und Kiel fort und wurde im Dezember 1982 in Kiel bei Friedhelm Krummacher mit einer Arbeit über Hector Berlioz’ Symphonie fantastique promoviert. 1981 bis 1994 war er dort Assistent bei Fritz Reckow, nach der Habilitation über die französische Chanson des 14. Jahrhunderts im Jahre 1989 als Oberassistent. Von 1990 bis 1995 nahm er Professur-Vertretungen in Heidelberg, Bonn, Regensburg, Detmold und Greifswald wahr, bis er 1995, nach Rufen auf Lehrstühle in Greifswald und Marburg und auf eine Professur in Göttingen, dem Ruf auf den Lehrstuhl für Musikwissenschaft an der Universität Freiburg folgte. 1998 bis 2001 war er Schriftleiter der Zeitschrift Die Musikforschung.
Von 1974 bis 1978 war Berger Mitglied der Jungen Deutschen Philharmonie, die 1976 mit einer Aufführung von Gustav Mahlers 1. Sinfonie unter Christof Prick den ersten Preis im Karajan-Wettbewerb errang. 1991 bis 1994 war er Konzertmeister des Collegium musicum der Kieler Universität unter Bernhard Emmer.
Schwerpunkte seiner Forschung sind die Musiktheorie des Spätmittelalters, insbesondere die Hexachord- und Modus-Lehre, die französische Chanson des 14. und frühen 15. Jahrhunderts, deutsche und italienische Instrumentalmusik des 17. Jahrhunderts und die französische Musik und Musikanschauung des 18. und 19. Jahrhunderts mit den Schwerpunkten bei Berlioz, Wagner und Webern. Neueste Forschungsprojekte kreisen zum einen um die Bedeutung der zahlhaften Konstruktionsweise von Kunst und Musik im Mittelalter bis zum 16. Jahrhundert mit einem Schwerpunkt bei Josquin Desprez, zum andern um die Konsequenzen, die die Krankheit Berlioz’, eine klar diagnostizierbare Form der Epilepsie, für dessen kompositorisches Schaffen hatte.
Er ist Mitglied des Frankreich- und des Mittelalter-Zentrums der Universität Freiburg, außerdem zusammen mit Christoph Wolff und Konstantin Voigt Herausgeber der Schriftenreihe Voces. Freiburger Beiträge zur Musikwissenschaft.

## Veröffentlichungen (Auswahl)
- Phantastik als Konstruktion. Hector Berlioz’ „Symphonie fantastique“ (= Kieler Schriften zur Musikwissenschaft. Band 27). Bärenreiter, Kassel 1983, Volltext in der Google-Buchsuche, ISBN 3-7618-0726-0 (Zugl.: Kiel, Univ., Diss., 1982).
- Hexachord, Mensur und Textstruktur. Studien zum französischen Lied im 14. Jahrhundert (= Archiv für Musikwissenschaft. Beiheft 35). Steiner, Stuttgart 1992, ISBN 3-515-06097-9 (Zugl.: Kiel, Univ., Habil.-Schr., 1989).
- Hexachord und Modus. Drei Rondeaux von Gilles Binchois. In: Basler Jahrbuch für historische Musikpraxis 16 (1992), S. 71–87.
- Maß und Klang. Die Gestaltung des Tonraumes in der frühen abendländischen Mehrstimmigkeit. In: Jan A. Aertsen (Hrsg.): Raum und Raumvorstellungen im Mittelalter (= Miscellanea Medievalia. Band 25). Berlin / New York 1997, S. 687–701.
- ‚Fortuna d'un gran tempo‘. Musik und Politik in Europa um 1500. In: Hans Schadek (Hrsg.): Der Kaiser in seiner Stadt. Maximilian I. und der Reichstag zu Freiburg 1498. Freiburg 1998, S. 172–185.
- (Hrsg.): Musik jenseits der Grenze der Sprache (= Voces. Freiburger Beiträge zur Musikwissenschaft. Band 6). Rombach, Freiburg 2004, ISBN 3-7930-9411-1. Darin: Einleitung, S. 7–24; Musikalische Gestalt oder rhetorische Figur: Der „Passus duriusculus“, S. 123–134.
  - Rez.: Stefan Morent. In: Musikforschung 61 (2008), S. 425–426.
- Die ‹coniuncta›, oder: Wie Johannes Tinctoris Halbtonschritte zu beschreiben versucht. In: Andreas Bihrer, Elisabeth Stein (Hrsg.): Nova de veteribus. Mittel- und neulateinische Studien für Paul Gerhard Schmidt. München 2004, S. 787–798.
- (Hrsg.): Oswald von Wolkenstein. Die Rezeption eines internationalen Liedrepertoires im deutschen Sprachbereich um 1400 mit einer Edition 11 ausgewählter Lieder (= Voces. Freiburger Beiträge zur Musikwissenschaft. Band 14). Freiburg 2011, ISBN 978-3-7930-9646-7; darin: Einleitung, S. 7–16; (mit Tomas Tomasek): Oswalds „Du auserwähltes schöns mein herz“ (Kl. 46), S. 85–96, Kritische Edition ausgewählter Stücke Oswalds und ihrer Vorlagen, S. 97–192.
- mit Günter Schnitzler (Hrsg.): Bahnbrüche. Gustav Mahler (= Voces. Freiburger Beiträge zur Musikwissenschaft. Band 16). Freiburg 2015.
- (Hrsg.): Ein Venezianisches Liederbuch aus dem Anfang des 15. Jahrhunderts. Die Handschrift Paris, Bibliothèque nationale, nouv. acq. frç. 4917 [Pz]. Edition und Kommentar (= Musikalische Denkmäler. Band 12). Bearbeitung und Übersetzung der französischen Liedtexte durch Frank-Rutger Hausmann, Übersetzung der italienischen Liedtexte durch Thomas Klinkert. Mainz 2016.
- mit Stefan Häussler: Die Musik des Mittelalters. Wissenschaftliche Buchgesellschaft, Darmstadt 2019.
- mit Dirk-Matthias Altenmüller, 'Hector Berlioz' Symphonie fantastico-épileptique. Die Geschichte einer Erkrankung', in: AfMw 79 (2022), S. 122–152
- mit Florian Vogt (Hgg:): Martin Gerbert, Geistliche Werke (= Denkmäler der Musik in Baden Württemberg 26), Beeskow 2025